# 小兜翼蝠屬
小兜翼蝠屬（小兜翼蝠）（学名：Balantiopteryx），哺乳綱、翼手目、鞘尾蝠科的一屬，而與小兜翼蝠屬（小兜翼蝠）同科的動物尚有粗毛蝠屬（粗毛蝠）、東非鞘尾蝠屬（南鞘尾蝠）等之數種哺乳動物。

## 下属物种
本属包括以下物种：
- Balantiopteryx infosca Thomas, 1897
- 暗色兜蝠 Balantiopteryx infusca (Thomas, 1897)，暗色囊翼蝠
- 小兜翼蝠 Balantiopteryx io Thomas, 1904，河神囊翼蝠
- 襞兜翼蝠 Balantiopteryx plicata Peters, 1867，小囊翼蝠